# Monetnica maślana

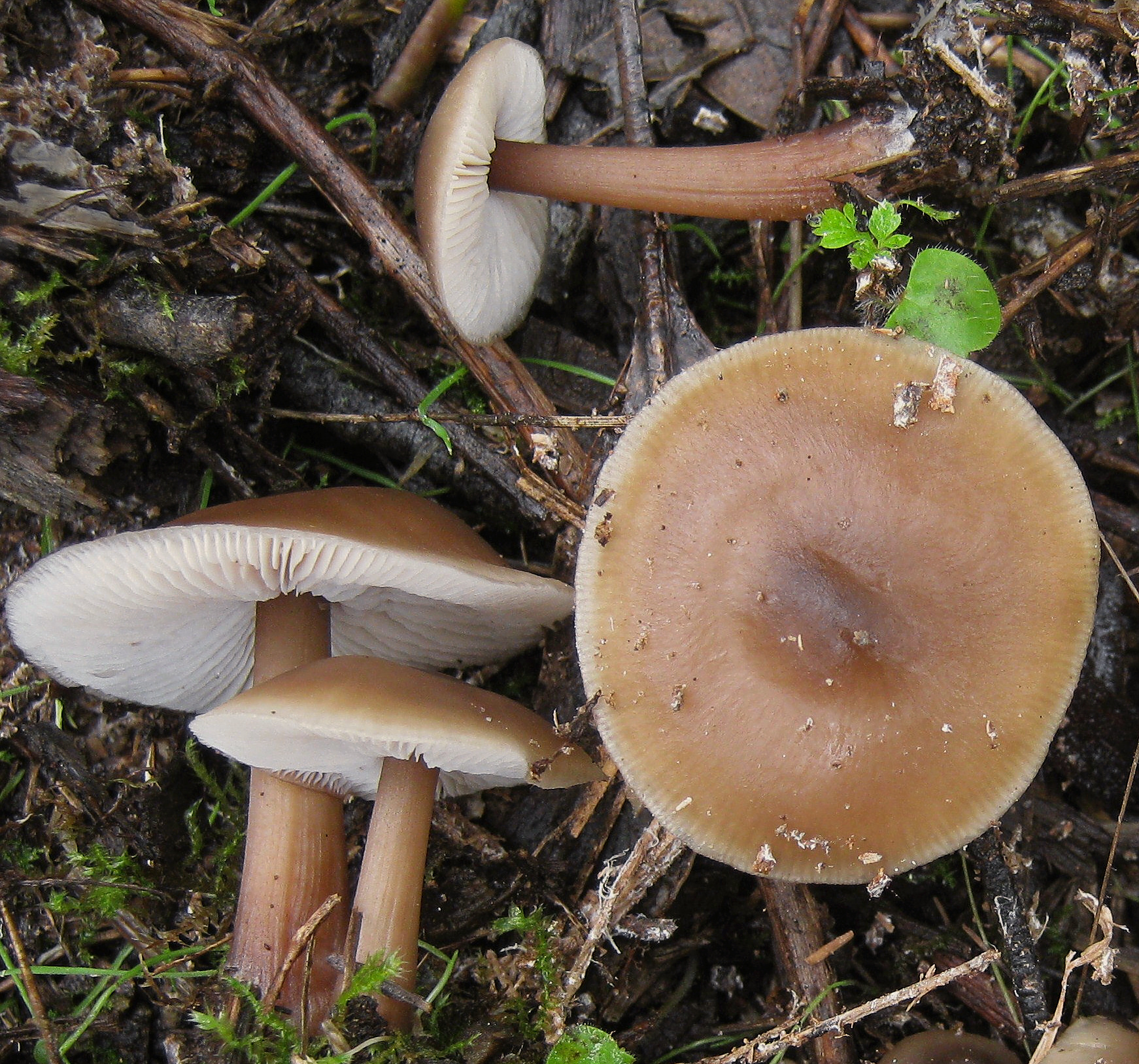
Kapelusz i trzon

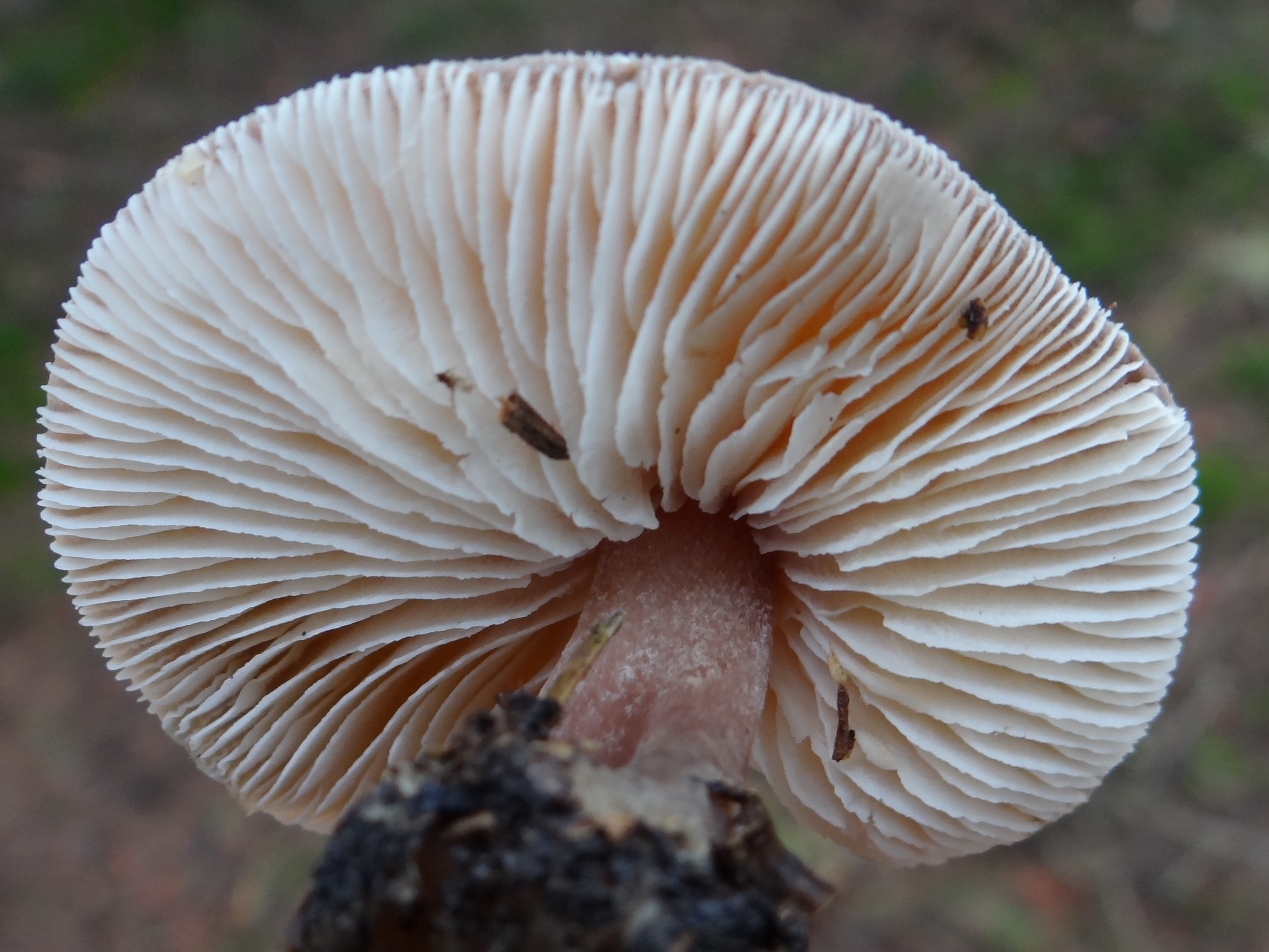
Blaszki

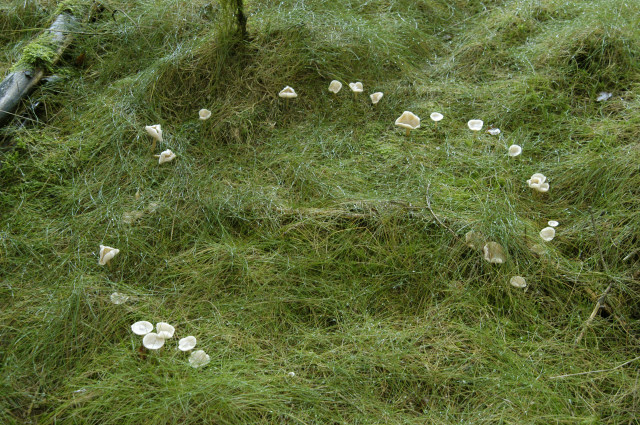
„Czarci krąg” owocników monetnicy maślanej

Monetnica maślana (Rhodocollybia butyracea (Bull.) Lennox) – gatunek grzybów należący do rodziny Omphalotaceae.

## Systematyka i nazewnictwo
Pozycja w klasyfikacji według Index Fungorum: Omphalotaceae, Agaricales, Agaricomycetidae, Agaricomycetes, Agaricomycotina, Basidiomycota, Fungi.
Po raz pierwszy takson ten zdiagnozował w 1792 roku Jean Baptiste Bulliard nadając mu nazwę Agaricus butyraceus. Obecną, uznaną przez Index Fungorum nazwę nadał mu w 1979 roku Joanne Williams Lennox, przenosząc go do rodzaju Rhodocollybia.
Synonimów naukowych ma ponad 30. Niektóre z nich:

- Agaricus asemus (Fr.) Fr. 1818
- Agaricus bibulosus Massee 1892
- Agaricus butyraceus Bull. 1792
- Agaricus leiopus Pers. 1797
- Collybia asema (Fr.) Gillet 1876
- Collybia bibulosum (Massee) Massee 1893
- Collybia butyracea (Bull.) P. Kumm. 1871
- Collybia butyracea f. asema (Fr.) Singer 1949
- Collybia butyracea var. asema (Fr.) Cetto 1987[2].

Nazwę polską podał Władysław Wojewoda w 2003 r. W polskim piśmiennictwie mykologicznym gatunek ten opisywany był też jako pieniążek maślany lub bedłka maślana.

## Morfologia
Kapelusz
O średnicy 4–7 cm, u młodych osobników łukowaty, u starszych rozpostarty z garbkiem na środku. Jest bardzo wodochłonny. W okresie wilgotnej pogody po nasiąknięciu wodą ma kolor od siwego przez rdzawobrązowy do czerwonobrązowego, w okresie suchym od bladoochrowego do siwobiałego. Brzeg kapelusza oraz garb są zazwyczaj ciemniejsze. Skórka gładka.
Blaszki
Blaszki białe, tylko u góry krótko przyczepione i dlatego wyglądające prawie jak wolne.
Trzon
Jasnobrązowy do czerwonobrązowego, pokryty białymi, kosmkowatymi włókienkami. Podstawa często wygląda jak rozdęta, pusta, z wierzchu podłużnie żłobkowana. Bardzo charakterystyczną cechą jest chrząstkowatość trzonu zewnętrzna warstwa jest elastyczna i gumowata, wewnętrzna ma miąższ watowato-piankowaty.
Miąższ
Miąższ cienki, wodnisty, miękki. W kapeluszu jest elastyczny, wewnątrz trzonu chrząstkowaty. W czasie wilgotnej pogody ma brązowawy kolor, w czasie suchej białawy. Smak i zapach niewyraźnym przypominający zapach zjełczałego masła.
Wysyp zarodników
Biały. Zarodniki elipsoidalne, gładkie o średnicy 6–7,5 × 3–3,5 µm.

## Występowanie
Najliczniej występuje w Europie i Ameryce Północnej, poza tymi kontynentami wymieniono też jego stanowiska w Argentynie i Japonii. W Europie jest bardzo pospolity.
Rośnie od lata do później jesieni zarówno w lasach liściastych, jak i iglastych, przeważnie na kwaśnych glebach. W Polsce jest również pospolity.

## Znaczenie
Naziemny grzyb saprotroficzny. Grzyb jadalny (bez trzonów). Dobry jako grzyb domieszkowy.

## Gatunki podobne
Monetnica maślana wykazuje dużą zmienność, z tego też powodu może być pomylona z wieloma innymi gatunkami. Młode i ciemno wybarwione osobniki mogą być pomylone z gąską mydlaną (Tricholoma saponaceum), starsze z kępkowcem brązowooliwkowym (Lyophyllum inolens).